# 나카쓰역 (오이타현)
나카쓰역(일본어: 中津駅)은 일본 오이타현 나카쓰시에 위치한 규슈 여객철도 소속 철도역이자, 닛포 본선의 정차역이다. 기타큐슈 시내권에 속한 나카쓰 시를 대표하는 역이며, 특급열차를 포함한 전 열차가 정차한다.

## 역 구조 및 승강장
섬식 승강장 2면 4선을 가지는 고가역이다. 각 홈에는 고쿠라 방면에 사행 엘리베이터가, 오이타방면에 에스컬레이터(상행선 방향)가 설치되어 있다.모두 층계 쪽 부분에 연결되어 있고, 개찰 층에는 환승이 필요하게 된다.
직영역이므로, 발권 창구가 설치되어 있다. 1층에 개찰구, 발권 창구, am/pm, 나카쓰 역 구내 상점가(나카쓰 시 선물품 판매 조합)등이 있다. 2009년 3월 1일에 도입된 IC카드 SUGOCA의 이용 가능 역이며, 당 역에서 고쿠라 방면의 각 역으로 이용할 수 있다 (오이타 방면은 2012년에 도입 예정). 2009년 3월 현재는 오이타 현에서 유일한 이용 가능역이 되고 있다. 덧붙여서 당역은 후쿠오카 근교 구간에는 들어가지 않고, 자동 개찰기 설치역에서, 오이타 현에서는 오이타역 · 벳푸역과 당 역뿐(2010년 기준)이다.
| 플랫폼 | 노선        | 방향   | 행선지                                                 |
| 1      | ■ 닛포 본선 | 상행선 | 유쿠하시 · 고쿠라 · 모지 항 · 시모노세키 방면          |
| 1      | ■ 닛포 본선 | 하행선 | 야나기가우라 · 우사 · 오이타 방면                      |
| 2      | ■ 닛포 본선 | 하행선 | 야나기가우라 · 우사 · 오이타 방면                      |
| 3      | ■ 닛포 본선 | 상행선 | 유쿠하시 · 하카타 · 고쿠라 · 모지 항 · 시모노세키 방면 |
| 4      | ■ 닛포 본선 | 상행선 | 유쿠하시 · 고쿠라 · 모지 항 · 시모노세키 방면          |
| 4      | ■ 닛포 본선 | 하행선 | 야나기가우라 · 우사 · 오이타 방면                      |

- 2009년 3월의 다이어 개정보다, 하루의 하행선 보통 열차의 대부분이 당 역이 되었지만, 나카쓰 - 야나기가우라 구간의 단독 운행 개시에 의해, 상행선 보통 단독 열차의 대부분이 당 역까지 연장되었기 때문에, 당 역으로부터 오이타 방면을 향하는 경우는, 야나기가우라 로의 환승의 필요가 거의 없어졌다.
- 홈에는 「일본에서 제일 긴 의자」라고 쓰여진 긴 벤치와 현지의 하나의 마을 일품 운동을 진흥하는 목적으로 설치된 「부근의 하나의 마을 일품 안내」라고 하는 안내표가 설치되어 있다.
- 역 앞에는 후쿠자와 유키치의 동상이 세워져 있다.

## 역 주변
- 나카쓰성
- 나카쓰 역 상점가
- 나카쓰 시청
- 나카쓰 문화회관
- 유메타운 나카쓰
- 그랜드 플라자 호텔 나카쓰
- 히가시큐슈 단기 대학

## 인접 역
| 닛포 본선            | 닛포 본선 | 닛포 본선                       |
| -------------------- | --------- | ------------------------------- |
| 우노시마 고쿠라 방면 | ■ 쾌속    | 히가시나카쓰 우사 방면          |
| 요시토미 고쿠라 방면 | ■ 보통    | 히가시나카쓰 가고시마 중앙 방면 |